# 白馬は西風にいななく
『白馬は西風にいななく』は、金庸の武俠小説。原題は『白馬嘯西風』。長編を得意とする金庸としては珍しく短篇小説であり、また主人公は女性である。
明報に連載され、1961年に出版された。日本では、短篇小説集『越女剣』に収録されている。
時代背景は不明ながら、少なくとも唐の太宗以降の時代。舞台は一貫して西域であり、カザフ人と漢民族の間の民族問題を描いている。

## 登場人物
李文秀（りぶんしゅう）
女性ながらも、本作の主人公。7歳の時、両親を殺害されてしまい中原には帰らず、カザフの集落で暮らすようになる。華輝に師事し17歳から武術を習う。武術を始めるには少し遅かったものの優れた才能を持っており、かなりの使い手に成長した。
計老人（けいろうじん）
カザフの集落にただ一人住んでいる漢民族の老人。孤児となった李文秀の親代わりとして育てる。
華輝（かき）
李文秀の師匠。猜疑心が強く、たやすく人に心を許すことがない老人。長年、武功ができない状態にあったが、李文秀に背中の針を抜いてもらい力を取り戻す。漢民族を名乗っていたが、その正体はカザフ人だった。
スプ
カザフの少年。幼い頃の李文秀と仲が良かったが、父親から漢人との交際を禁止されてしまう。
スルク
スプの父親。カザフ一の勇者であったが、たまたま家を空けているときに妻子を漢族の盗賊に襲われ殺されてしまう。漢族を憎んでおり、李文秀とスプの交際を禁じてしまう。のち、武芸を身に付けた李文秀に救われ、行動を共にするうちに漢族だのカザフだのといった民族で人間を決め付けるここに疑問を持ち始める。

## 書誌情報
- 『傑作武俠中篇集 越女剣』 岡崎由美 監修、林久之、伊藤未央 訳 
徳間書店、2001年、p5〜p182。徳間文庫、2011年